# Colorium
Il Colorium è un grattacielo di 18 piani alto 62 metri situato nella città di Düsseldorf. È stato progettato dall'architetto britannico William Alsop per l'impresa Ibing Immobilien GmbH. Il completamento dell'edificio è avvenuto nel dicembre 2001.

## Descrizione

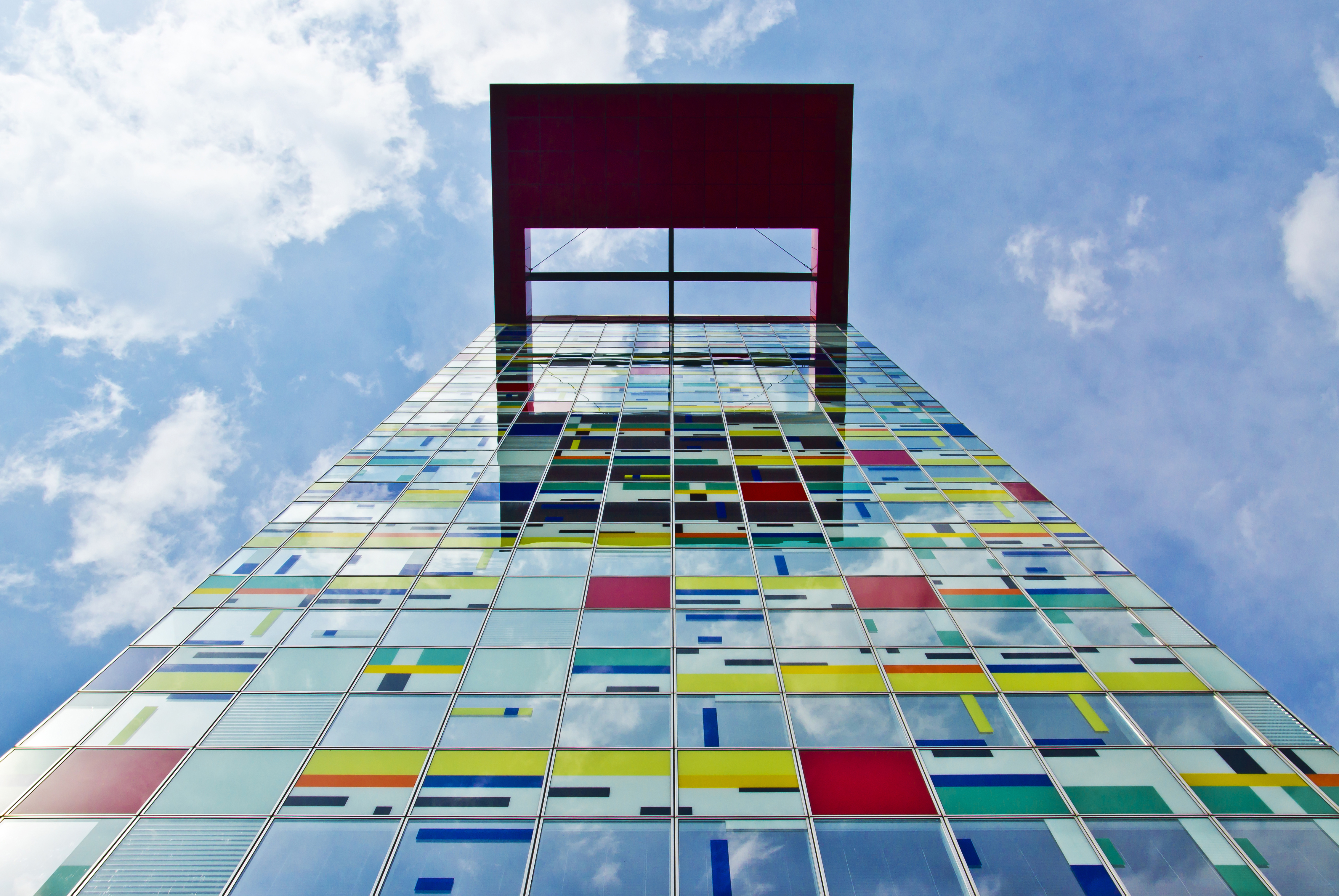
Vista dal basso del Colorium

L'edificio si presenta come un perfetto parallelepipedo con facciata in vetro colorato sormontato da una struttura rossa, che si proietta orizzontalmente al di fuori del perimetro della base. Lateralmente appare un motivo a righe bianche e nere.
Sono stati usati circa 2200 pannelli di vetro stampato di vari colori (giallo, rosso, verde, bianco e grigio) che sono stati disposti secondo una precisa configurazione voluta dall'architetto. I pannelli di vetro hanno una protezione solare interna per riparare dalla luce. Il design multicolore continua anche all'interno dell'edificio.
Pensato inizialmente per ospitare degli uffici, sorge nel quartiere del vecchio porto fluviale di Düsseldorf; si distingue dagli altri edifici della zona industriale, che sono in muratura.
Il Colorium è stato convertito in hotel nel 2013; dispone di 134 camere, di cui 58 singole e 76 doppie.